# Susanne Laschütza
Susanne Laschütza (* 1967 in Salzkotten) ist eine deutsche Illustratorin, Grafikerin und Bilderbuchautorin mit dem Schwerpunkt auf Tier- und Naturthemen.

## Leben
In Salzkotten geboren und in Dortmund aufgewachsen, entdeckte Laschütza in ihrer Kindheit ihre Begeisterung für das Malen, insbesondere von Pferden. Durch ein Praktikum auf einem Pferdehof im Wendland gewahrte sie ihre Vorliebe für die Natur. So zog sie nach ihrem Studium der Visuellen Kommunikation an der Hochschule der Künste in Berlin mit Abschluss als Diplom-Designerin in die ländliche Altmark nach Sachsen-Anhalt.
Laschütza wohnt heute auf einem Hof in Salzwedel in Sachsen-Anhalt. Neben dem Verfassen und Gestalten eigener Bücher erledigt sie Auftragsillustrationen und -grafiken, gestaltet Logos, gibt Lesungen und führt Schreib- und Malwerkstatt-Projekte an Schulen und in Kindergärten durch.

## Veröffentlichungen

### Autorin und Illustratorin
- Bis nächstes Jahr, Karl Adebar. Kinderbuch. Dachs-Verlag. (1996) Erschienen in Neuauflage 2008, Edition Limosa, Clenze (Wendland)
- Der Zwergenstein. Kinderbuch. Dachs-Verlag. (1998)
- Edda Rosa im Wildschweinwald. Kinderbuch. Dachs-Verlag. (1999)
- Wildpferde. Ria Gersmeier (Co-Autor). Kinderbuch. Mann (Wolfgang). Berlin. (1999)
- Klaus Fledermaus als Vampir. Kinderbuch. Dachs-Verlag. (2001)
- Schlemihl und Schneck. Kinderbuch. Dachs-Verlag. (2002)
- Erster Auftritt für Erlwind. Kinderbuch. Dachs-Verlag. (2004)
- Das kleine Islandpferd (Tierfamilien). Dirk Walbrecker (Co-Autor). Kinderbuch. Patmos. (2005)
- Erlwind – Zum Ersten, zum Zweiten, zum.... Kinderbuch. Dachs-Verlag. (2005)
- Neue Freunde für Erlwind. Kinderbuch. Dachs-Verlag. (2006)

### Illustratorin
- Wo Zwerge und Riesen hausten: Mit Sagen und Geschichten die Region Uelzen erleben. Etta Bengen (Autor), Jürgen R. Clauss (Vorwort), Hanna Bose (Vorwort). Kinderbuch. HeideRegion Uelzen. (1999)
- LESEMAUS, Band 9: Janko, das kleine Wildpferd. Ria Gersmeier (Autor). Kinderbuch. Carlsen Verlag GmbH. (2002)
- LESEMAUS, Band 98: Molli, das kleine Schaf. Gabriela Krümmel (Autor), Sabine Choinski (Autor). Kinderbuch. Carlsen Verlag GmbH. (2008)
- LESEMAUS, Band 88: Thore, das kleine Islandpferd. Dirk Walbrecker (Autor). Kinderbuch. Carlsen Verlag GmbH. (2009)
- Von der Kaulquappe zum Frosch. Sabine Choinski (Autor), Gabriela Krümmel (Autor). Kinderbuch. Carlsen Verlag GmbH. (2011)
- LESEMAUS, Band 116: Von der Raupe zum Schmetterling. Sabine Choinski (Autor), Gabriela Krümmel (Autor). Kinderbuch. Carlsen Verlag GmbH. (2012)

### Herausgeberin
- Ganz famos und virtuos: Schulschreiber-Geschichten und Gedichte aus der Klosterwuhne Magdeburg. Ein Projekt des Friedrich-Bödecker-Kreises in Sachsen-Anhalt. Dorise-Verlag. (2010)